# Filigran

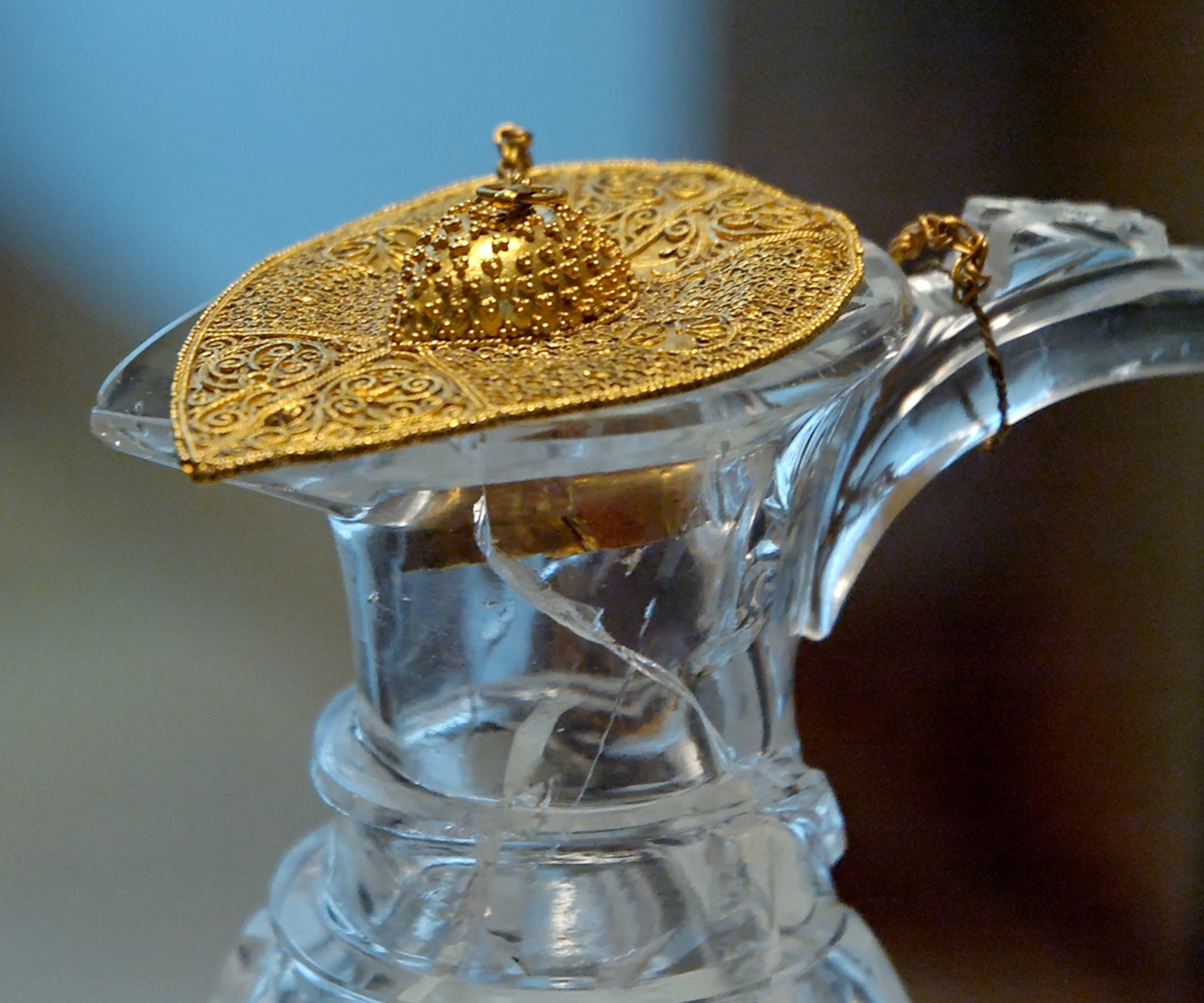
Przykrywka szklanego dzbana ze złotą dekoracją filigranową (Włochy, ok. XI wiek)

Filigran – technika złotnicza polegająca na zdobieniu lub wykonywaniu całego przedmiotu z cienkich drucików ułożonych w ażurową siatkę. 
W technice tej używa się drucików złotych i srebrnych. Skręca się je ze sobą (zazwyczaj po dwa), a następnie rozklepuje, w efekcie czego ich brzeg jest charakterystycznie ząbkowany. Tak przygotowane druciki układane są w ornamenty i przylutowywane bądź przyklejane do podłoża. Służą także do wykonywania całych przedmiotów, takich jak koszyki lub pudełka. Technika filigranu często jest łączona z granulacją. Stosowana była od starożytności, zwłaszcza przez Etrusków. Bardzo popularna we włoskim złotnictwie renesansowym.
Technika filigranu była charakterystyczna dla srebrnej biżuterii produkowanej w II połowie XX w. przez spółdzielnię Imago Artis, gdzie wykorzystywano również tzw. filigran krakowski (lub milgryf w nomenklaturze spółdzielni). W tej odmianie filigranu nie skręcano dwóch drutów, lecz rozklepywano jeden, a następnie urządzeniem mechanicznym pomysłu złotnika Józefa Bigaja ząbkowano jego brzegi.